# Elena Biurrun
Elena Biurrun (1974) es una abogada y política española que ejerció como Alcaldesa de Torrelodones, arrebatando la Alcaldía del municipio a Carlos Galbeño, del Partido Popular. La victoria de Biurrun puso fin a 24 años de Gobierno del PP en el municipio.
Posteriormente se desempeñó como directora de gabinete y directora de programas de protección de ayuda humanitaria en el Ministerio de Inclusión, Seguridad Social y Migraciones del Gobierno de España.

## Trayectoria
Biurrun es licenciada en derecho por la Universidad Autónoma de Madrid (UAM), máster en informática y derecho por la Universidad Complutense de Madrid (UCM) y cursó un Programa de liderazgo para la gestión pública en IESE Business School. Su primer trabajo fue en la empresa Páginas amarillas y posteriormente en el Bufete Anguiano & Asociados en el área de telecomunicaciones y protección de datos.
En 2005 fundó Torrenat, una asociación vecinal en Torrelodones, que aglutinaba a 500 familias por la defensa de los montes de la localidad. En 2007, la asociación se convirtió en partido político, Vecinos por Torrelodones, del cual fue presidenta desde su fundación hasta 2019. En 2007, comenzó a trabajar en el Ayuntamiento de Torrelodones como portavoz y concejal en la oposición, cargo que ejerció hasta que en 2011 fue elegida alcaldesa de la localidad.  En 2019, dejó su cargo de alcaldesa cumpliendo con la limitación de mandatos que se reflejaba en los estatutos de su partido.
En junio de 2019, se incorporó como directora adjunta a PlenEat, una compañía de comida ecológica, cargo que ostentó hasta que el 14 de enero de 2020 fue nombrada Directora del Gabinete del Ministerio de Inclusión, Seguridad Social y Migraciones del Gobierno de España. En noviembre de 2021, dentro del mismo ministerio, fue nombrada directora general de Programas de Protección Internacional y Atención Humanitaria, cargo en el que permaneció hasta febrero de 2022, cuando dimitió.
En marzo de 2022, tras su marcha de la Administración pública, Biurrun fue nombrada directora general de la Fundación Manantial.